# Sidney Polak

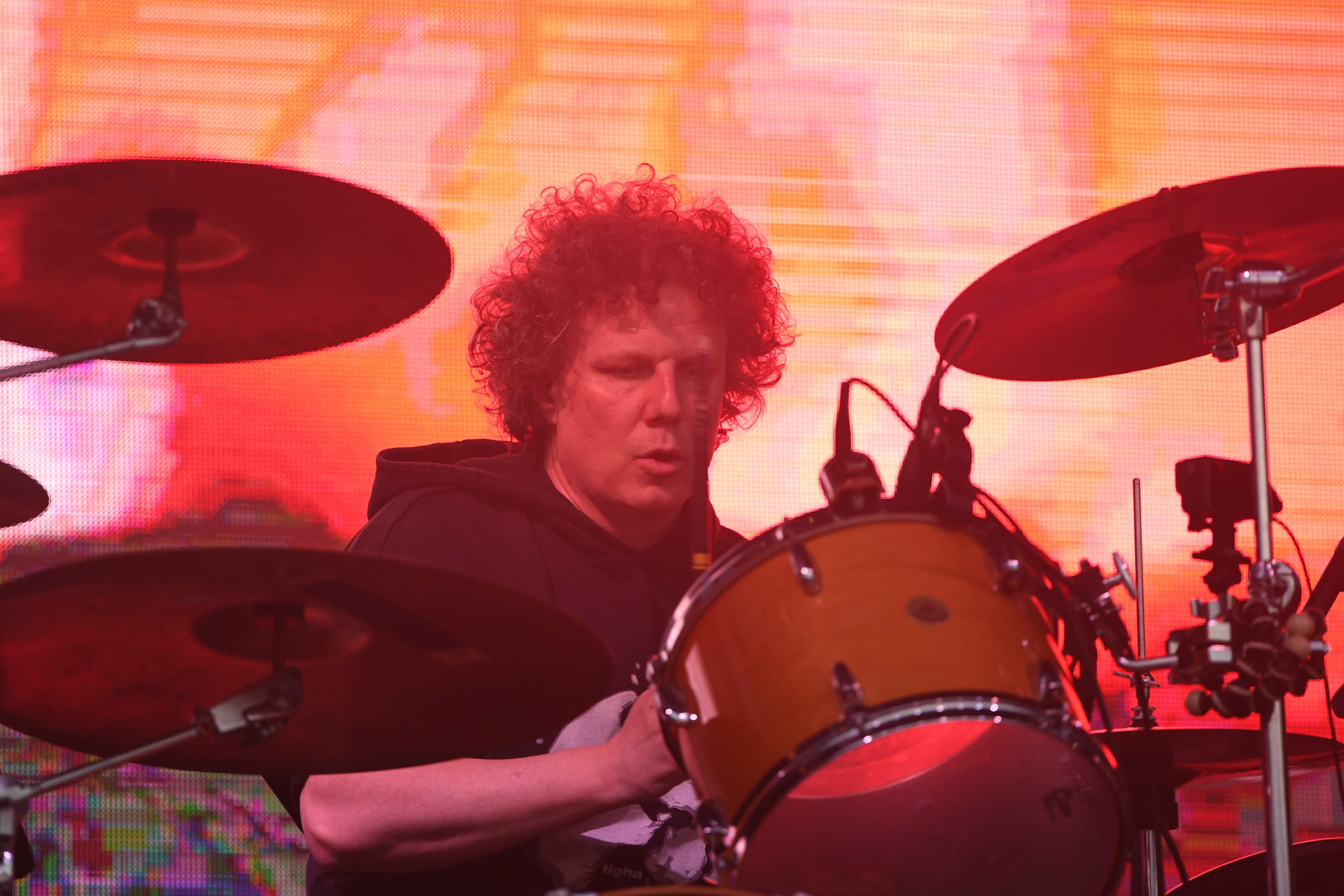
Sidney Polak, 2023

Sidney Polak, pseudoniem van Jarosław Marek Polak (Warschau, 7 oktober 1972), is een Poolse multi-instrumentalist, zanger, componist en tekstschrijver.

## Loopbaan
Polaks eerste groep was Incrowd. Sinds 1990 is hij percussionist van de groep T.Love. In 2004 bracht hij een soloalbum uit, waarop hij een mengsel van reggae, hiphop en folk presenteerde. Het album leverde hem zes nominaties op voor de Fryderyk-muziekprijzen, waarvan hij er drie verzilverde: Componist en Tekstschrijver van het Jaar en Album van het Jaar in de categorie Alternatieve Muziek.
De naam Sidney ontstond tijdens een optreden van T.Love, waarin de zanger van de groep de percussionist voor de grap aankondigde als Sydney Pollack, terwijl Jarosław in werkelijkheid een hekel heeft aan de films van deze regisseur.

## Discografie

### Album
- Sidney Polak (2004)
- Cyfrowy styl życia (2009)

### Singles
- www.tekila.pl (2004)
- Otwieram wino (2004)
- Chomiczówka (2004)
- Chorwat (2005)
- Siedem Grzechów Popkultury (2005)
- Stop Global Experiment (2005)
- Przemijamy (2005)
- Ragga-Rap (2006)
- Konstytucje 2006 (2006), zie Polski ogień
- Deszcz (2009)
- Skuter (2009)